# Coltishall
Coltishall is een civil parish in het bestuurlijke gebied Broadland, in het Engelse graafschap Norfolk met 1503 inwoners.
De voormalige vliegbasis RAF Coltishall bevond zich op een drietal kilometer ten noorden van Coltishall en lag voor het grootste deel op het grondgebied van Scottow. De basis is in 2006 gesloten en op de site is nadien een nieuwe gevangenis opgericht, HMP Bure.